# Agrias splendens
Agrias splendens är en fjärilsart som beskrevs av Rebillard 1961. Agrias splendens ingår i släktet Agrias och familjen praktfjärilar. Inga underarter finns listade i Catalogue of Life.